# Winnaleah
Winnaleah is een plaats in de Australische deelstaat Tasmanië en telt 2827 inwoners (2006).